# 前1020年代
| 千纪： | 前2千纪 |
| 世纪： | 前12世纪 \| 前11世纪 \| 前10世纪                                                                                     |
| 年代： | 前1050年代 \| 前1040年代 \| 前1030年代 \| 前1020年代 \| 前1010年代 \| 前1000年代 \| 前990年代                        |
| 年份： | 前1029年 \| 前1028年 \| 前1027年 \| 前1026年 \| 前1025年 \| 前1024年 \| 前1023年 \| 前1022年 \| 前1021年 \| 前1020年 |

## 重要事件及趨勢
- 前1026年，扫罗王成为以色列人的第一位国王。
- 约前1025年，迈锡尼文明的统治结束。
- 约前1020年，特洛伊灭亡。
- 大约周成王、周康王时代

## 重要人物
- 扫罗，古代以色列人的王
- 普苏森尼斯一世，古埃及第二十一王朝法老
- 萨尔玛那萨尔二世，亚述国王
- 那布·舒穆·里布尔，巴比伦第四王朝国王
- 西姆巴尔·什帕克，巴比伦第五王朝国王

## 逝世
- 周成王